# 夢の中のまっすぐな道
『夢の中のまっすぐな道』（ゆめのなかのまっすぐなみち）は、aikoのメジャー通算6枚目のオリジナル・アルバム。2005年3月2日にポニーキャニオンから発売された。

## 概要
前作『暁のラブレター』から1年3か月ぶりのオリジナル・アルバム。シングル「かばん」「花風」「三国駅」を含む全13曲。初めてC/W曲が収録されないアルバムとなった。
初回限定盤のみカラートレイ仕様。13曲目「星物語」の歌詞はブックレットに印刷されていない。初回盤は恒例の隠しメッセージ部分に、通常盤はトレイ部分にある。
初回限定盤ジャケットに一部で印刷ミスが発生している。aikoの頭の左部分に黄色い線のようなものがある。発売前にホームページで発表され、メーカー交換対応が取られた。
2006年9月20日よりSACDハイブリッド盤も発売されている。

## キャンペーン
2008年3月12日に「aiko 10th Anniversary ちょっと嬉しいHappy Surprise vol.1」として初回限定仕様盤に本人デザインのオリジナルステッカーを封入して復刻リリースされた。タイトル文字は、オリジナルの初回盤がトレイと同色の紺色であるのに対して、紫色に変更されている。

## チャート成績
オリコンチャート1位を獲得。

## トラックリスト
| 全作詞・作曲: AIKO、全編曲: 島田昌典（3.9.12:吉俣良 7:根岸孝旨）。 |                        |       |            |      |
| #                                                                  | タイトル               | 作詞  | 作曲・編曲 | 時間 |
| 1.                                                                 | 「青い光」             | AIKO  | AIKO       | 5:55 |
| 2.                                                                 | 「恋人同士」           | AIKO  | AIKO       | 4:59 |
| 3.                                                                 | 「エナジー」           | AIKO  | AIKO       | 4:01 |
| 4.                                                                 | 「明日もいつも通りに」 | AIKO  | AIKO       | 5:20 |
| 5.                                                                 | 「かばん」             | AIKO  | AIKO       | 4:59 |
| 6.                                                                 | 「恋の涙」             | AIKO  | AIKO       | 3:58 |
| 7.                                                                 | 「ビードロの夜」       | AIKO  | AIKO       | 5:14 |
| 8.                                                                 | 「愛のしぐさ」         | AIKO  | AIKO       | 5:44 |
| 9.                                                                 | 「ずっと近くに」       | AIKO  | AIKO       | 5:13 |
| 10.                                                                | 「Smooch!」            | AIKO  | AIKO       | 3:57 |
| 11.                                                                | 「花風」               | AIKO  | AIKO       | 4:21 |
| 12.                                                                | 「三国駅」             | AIKO  | AIKO       | 5:03 |
| 13.                                                                | 「星物語」             | AIKO  | AIKO       | 5:00 |
| 合計時間:                                                          | 合計時間:              | 63:44 |            |      |

## 曲解説
1. 青い光 [5:55][3]
2005年の元旦に一度のみ放映された「NEW YEAR CM」で使用された。
後に花王「ハミング1/3」CMソングとしてOAされる。
2. 恋人同士 [4:59][3]
3. エナジー [4:01][3]
4. 明日もいつも通りに [5:20][3]
5. かばん [4:59][3]
15thシングル。
6. 恋の涙 [3:58]
7. ビードロの夜 [5:14][3]
8. 愛のしぐさ [5:44][3]
9. ずっと近くに [5:13][3]
10. Smooch! [3:57][3]
ラストの口笛はaiko本人のもの。
ミュージック・ビデオも制作された。
11. 花風 [4:21][3]
16thシングル。
12. 三国駅 [5:03][3]
17thシングル。
13. 星物語 [5:00][3]

## 演奏
- aiko
  - Vocals&All Background Vocals
  - Whistle (#10)
- 島田昌典
  - Piano (#1.2.4.5.6.8.10.11)
  - Hammond (#1.4.5.8.10.11.13)
  - Tambourine&Programming (#5)
  - Rhodes (#10.13)
- 佐野康夫：Drums (#1.5.7.9.10.11)
- 惠美直也：Bass (#1.3)
- 狩野良昭：Guitars (#1-6.8.9.10.12.13)
- 弦一徹ストリングス
  - Strings (#1.5.11.12)
  - Pizzicato (#6)
- 落合徹也：Violin (#1)
- Shiro Suzuki：Drums (#2)
- 美久月千晴：Bass (#2.4.8)
- 野崎真助：Drums (#3)
- 吉俣良
  - Piano (#3.9.12)
  - Hammond (#3)
  - Analog Synthesizer (#12)
- 河村智康：Drums (#4.12)
- 佐々木史郎：Trumpet (#4.9)
- 清水康弘：Trumpet (#4)
- 河合わかば・中路英明：Trombone (#4)
- 本田雅人・山本一：Tenor Sax (#4)
- スティング宮本：Bass (#5.6.11.13)
- 村石雅行：Drums (#6)
- 根岸孝旨
  - Bass (#7.10)
  - Guitars (#8)
  - Tambourine (#10)
- 弥吉淳二：Guitars (#7.11)
- 斎藤有太：Hammond (#7)
- 大和田保紀：Manipulation (#7)
- 松永俊弥：Drums (#8)
- バカボン鈴木：Bass (#9)
- 吉田治：Tenor Sax (#9)
- クラッシャー木村ストリングス：Strings (#10.13)
- 大石真理恵：Timpani (#10)
- 石崎光：Guitars (#11)
- 小野田清文：Bass (#12)
- 鎌田清：Drums (#13)